# Anthidiellum coloratulum
Anthidiellum coloratulum är en biart som först beskrevs av Pasteels 1972.  Anthidiellum coloratulum ingår i släktet Anthidiellum och familjen buksamlarbin. Inga underarter finns listade i Catalogue of Life.